# 因戈利湖
因戈利湖是俄羅斯的湖泊，位於庫茲涅茨克山的山腳，由克拉斯諾達爾邊疆區負責管轄，長3.5公里、寬1.5公里，面積4.18平方公里，海拔高度312米，最大水深94米。